# Cooperativa Lleialtat
La Cooperativa Lleialtat és un edifici situat als carrers de Leopoldo Alas i Montseny de la Vila de Gràcia (Barcelona), catalogat com a bé amb elements d'interès (categoria C) i inclòs a l'Inventari del Patrimoni Arquitectònic Català.

## Història
Va ser construït a finals del segle xix com a seu de la Cooperativa La Lleialtat, fundada el 28 d'abril del 1892 al servei dels obrers de la construcció. L'1 de febrer del 1914 s'hi va inaugurar l'Auditorium, institució que funcionà com a escola d'actors.
El 1932 va ser reformat per l'arquitecte Josep Maria Sagnier i Vidal-Ribas en un estil classicista, amb pilastres estriades, les tres arcades centrals i la loggia del pis.
El 1976 s'hi instal·là el Teatre Lliure. Va tancar per reformes el 2003, tornant a obrir el setembre del 2010.

## Descripció
Està format per dos cossos d'alçades diferents. El primer, que ocupa tota la façana del carrer de Montseny i part de la façana del carrer de Leopoldo Alas, consta de planta baixa i pis. El segon, al seu darrere, té tres pisos i actualment està ocupat per la sala del teatre. Ambdós estan coberts per un terrat pla.
La façana principal està formada per tres eixos verticals d'obertures. Els dos laterals recorden torrasses flanquejades en planta baixa per pilastres. Al lateral dret hi ha un portal d'accés que comunica amb la caixa d'escala. L'eix central es troba obert mitjançant arcades sustentades sobre columnes exemptes. A la planta pis el mateix tram central es troba configurat per una galeria emmarcada per quatre parells de columnes jòniques, amb un avançat balcó corregut. A sobre de la galeria es pot llegir el nom «La Lealtad». La façana es corona amb una cornisa i un joc sobredimensionat de dentellons.
Els elements decoratius en general són historicistes amb alguns motius florals de gust modernista, com el relleu que omple el parament entre l'arc i la imposta sobre l'accés a l'escala.